# Садовая (приток Приморской)
Садовая (устар. Вишдортер Мюленфлюс) — река в Калининградской области России. Устье реки находится в 1 км по левому берегу реки Приморская. Длина реки составляет 13 км, площадь водосборного бассейна — 19,1 км².

## Данные водного реестра
По данным государственного водного реестра России относится к Балтийскому бассейновому округу, водохозяйственный участок реки — Преголя. Относится к речному бассейну реки Неман и рекам бассейна Балтийского моря (российская часть в Калининградской области).
Код объекта в государственном водном реестре — 01010000212104300010787.